# 구스타프 쇠데르스트룀
구스타프 쇠데르스트룀(스웨덴어: Gustaf Söderström, 1865년 11월 25일 ~ 1958년 11월 12일)은 스웨덴의 육상 선수이자 줄다리기 선수이다.
쇠데르스트룀은 1900년 하계 올림픽에 참가했으며 원반던지기와 포환던지기에서 6위를 기록했다. 그는 덴마크와 스웨덴 혼성팀으로서 줄다리기 종목에도 참가했으며 프랑스를 꺾고 금메달을 목에 걸었다. 이 금메달은 스웨덴의 올림픽 사상 첫 금메달로 이 금메달 이후로 스웨덴은 1908년이 돼서야 금메달을 다시 딸 수 있었다..